# Bargnana
Bargnana is een plaats (frazione) in de Italiaanse gemeente Rovato.